# Vicosoprano
Vicosoprano é uma comuna da Suíça, no Cantão Grisões, com cerca de 479 habitantes. Estende-se por uma área de 54,01 km², de densidade populacional de 9 hab/km². Confina com as seguintes comunas: Bondo, Soglio, Stampa, Val Masino (IT-SO).
A língua oficial nesta comuna é o Italiano.